# Округ Мысленице
Округ Мысленице (нем. Bezirk Miślenice, Мысленицкий уезд, пол. Powiat myślenicki, укр. Мисьленицький повіт) — административная единица коронной земли Королевства Галиции и Лодомерии в составе Австро-Венгрии, существовавшая в 1867—1918 годах.
Площадь на 1879 год составляла 11,3366 квадратных миль (652,31 км2), а население 78 214 человек. Район насчитывал 71 поселений, организованных в 68 кадастровых волостей. На территории бецирка действовало 3 районных суда — в Мысленицах, Йордануве и Макуве.
После Первой мировой войны округ вместе со всей Галицией отошёл к Польше.